# ブルーノ・カボクロ
ブルーノ・コレア・フェルナンデス・カボクロ（Bruno Correa Fernandes Caboclo, 1995年9月21日 - ）は、ブラジル・サンパウロ州オザスコ出身のプロバスケットボール選手。ポジションはスモールフォワード。

## 来歴
2013年に国内リーグのECピニェイロスでプロデビュー。17試合の出場で平均4.8得点3,1リバウンドという成績だったが、トロント・ラプターズのスカウト陣が「彼は南米のケビン・デュラントになれる」と見込み、ラプターズは2014年のNBAドラフトで、20位で指名。無名の存在に近かったこともあり、周囲からは驚きの声が上がった。
2014年11月21日のミルウォーキー・バックス戦でNBA初出場を果たすも、2014-15シーズンは8試合の出場に止まり、2015-16シーズンも、デマール・キャロルの加入などもあり6試合の出場に止まった。
2018年2月8日、マラキ・リチャードソンとのトレードでサクラメント・キングスに移籍した。
2022年8月2日、ボストン・セルティックスとトレーニングキャンプ契約を結んだが、9月21日にセルティックスからウェイブされた。
2023年1月5日、ユーロカップとバスケットボール・ブンデスリーガに所属するレシオファーム・ウルムとの契約が発表された。契約期間は2023-2024シーズン終了まで。
2023年6月30日、ユーロカップとLBAに所属するレイェ・ヴェネツィアへ1年契約で加入すると発表されたが、ヴェネツィアで試合に出場することなく、11月7日にはABAリーグとユーロリーグに所属するKKパルチザンへ2024-2025シーズン終了までの契約で加入すると発表された。この一連の移籍を巡ってはヴェネツィアがFIBAに上訴を行うなどトラブルへと発展した。2024年6月、セルビア・バスケットボールリーグのプレーオフシリーズの最中にパルチザンの承認なしで個人的な理由でチームから無断で離脱した。この一件についてカボクロは子供の親権を巡る裁判に出席する為にチームを離れる必要があったとし、代理人を通じてパルチザンへ許可を求めたが、その要求は却下されたと主張している。またカボクロの代理人はパルチザンからの給料の支払いが遅れており、チームへ給料の支払いを求めるメールを送ったが無視され、支払いが行われなかった為に契約解除の要請をしたと主張している。一方でパルチザン側は、カボクロがチームを離脱した時点では給料の遅配はなかったと主張しており、またカボクロに対して5ヶ月分の給与に相当する罰金を科し、2024-2025シーズン終了までの契約を行使する権利を保持していると主張している。
前述の通りパルチザンとの契約下にあるにも関わらず、2024年の夏はゴールデンステイト・ウォリアーズの練習に参加するなどNBA復帰を目指していた。8月30日、ユーロカップとイスラエル・バスケットボール・プレミアリーグに所属するハポエル・テルアビブBCへの加入が発表された。

## ブラジル代表
ブラジル代表として2017年FIBAアメリカップ、2019年FIBAバスケットボール・ワールドカップ、2023年FIBAバスケットボール・ワールドカップに出場している。2017年のFIBAアメリカップでは、試合中にヘッドコーチと衝突しこれがチームの規律に違反したと判断され、大会期間中にチームから追放処分を受けている。